# Амодио-Масариола (Напуљ)
Амодио-Масариола (итал. Amodio-Massariola) је насеље у Италији у округу Напуљ, региону Кампанија.
Према процени из 2011. у насељу је живело 2024 становника. Насеље се налази на надморској висини од 74 м.